# Ramona Petraviča
Ramona Petraviča (nascida em 25 de setembro de 1967, em Auce) é uma política letã que, entre 23 de janeiro de 2019 e 3 de junho de 2021, foi Ministra do Bem-Estar no governo de Kariņš, liderado pelo primeiro-ministro Krišjānis Kariņš.